# Distretto di Gurué
Il distretto di Gurué è un distretto del Mozambico, facente parte della Provincia di Zambezia.